# Mr. Baseball
Mr. Baseball là một bộ phim hài thể thao của Mỹ năm 1992 đạo diễn bởi Fred Schepisi, với sự tham gia của các diễn viên Tom Selleck, Takakura Ken, Dennis Haysbert và Takanashi Aya. Phim mô tả một mùa giải đầy biến động trong sự nghiệp của cầu thủ lão tướng của New York Yankees, Jack Elliot, khi chuyển tới thi đấu cho Chunichi Dragons thuộc chi giải Central League (CL) của Giải chuyên nghiệp Nhật Bản (NPB) trong kì huấn luyện mùa xuân và buộc phải đối mặt với những kỳ vọng quá lớn và khác biệt về văn hóa trong suốt hành trình cùng đội Dragons vô địch.
Mặc dù bộ phim không mấy thành công tại phòng vé, nhưng tính đến những năm 2020, nó vẫn phản ánh chính xác những nét đặc trưng của môi trường bóng chày chuyên nghiệp Nhật Bản. Bộ phim cho tới nay vẫn được sử dụng là nguồn tư liệu tham khảo của các cầu thủ bóng chày chuyên nghiệp từ phương Tây đầu quân cho các CLB tại Nhật Bản. 

## Kịch bản
Jack Elliot, một cầu thủ bóng chày người Mỹ lớn tuổi, bất ngờ bị CLB New York Yankees đưa vào danh sách chuyển nhượng trong kì huấn luyện mùa xuân năm 1992 để dành suất thi đấu "tân binh triển vọng" Ricky Davis, và chỉ có một CLB muốn chiêu mộ anh: Nagoya Chunichi Dragons của Giải bóng chày chuyên nghiệp Nhật Bản.
Khi đến Nhật Bản, Elliot đã gặp phải những xung khắc với văn hóa Nhật Bản và huấn luyện viên trưởng của Dragons, và không lâu sau bị các đồng đội mới của mình xa lánh. Elliot cho rằng các quy tắc và phong cách huấn luyện của Uchiyama, HLV mới của mình, là vô lý và tiếp tục làm việc theo cách của mình, và điều này khiến cho thành tích đã kém của anh càng trở nên tệ hơn. Đồng minh duy nhất của anh trong đội là một cầu thủ ngoại binh người Mỹ khác, Max "The Hammer" Dubois, người mà anh thường chia sẻ về những nỗi niềm của mình. Tuy nhiên, Max là một cầu thủ đã chủ động hòa nhập tại Dragons và khuyên Elliot cũng nên làm như vậy. Cùng lúc đó, Elliot nảy sinh tình cảm với một cô gái xinh đẹp tên Hiroko, người mà sau này anh biết là con gái của Uchiyama.
Sau quá nhiều lần gây sự, bao gồm cả việc hành hung phiên dịch viên của mình trong một cuộc ẩu đả, Elliot đã bị đình chỉ thi đấu. Sau khi gặp gia đình Hiroko, bao gồm cả Uchiyama, Uchiyama thừa nhận với Jack rằng ông đã chiêu mộ anh bất chấp sự phản đối của ban huấn luyện và giờ đây cả sự nghiệp của chính ông cũng đang bị đe dọa. Ban lãnh đạo Dragons đã muốn có Pete Clifton từ Boston, nhưng Uchiyama đã thuyết phục họ chọn Jack vì tin rằng anh là lựa chọn đúng đắn để xoay chuyển tình thế của đội. Sau khi nghe điều này, Elliot đã dẹp cái tôi sang một bên và thừa nhận những thiếu sót của mình. Uchiyama từ đó đã đích thân giám sát Elliot rèn luyện. Trong một lần hiếm hoi thể hiện sự khiêm nhường, Elliot đã xin lỗi cả đội bằng tiếng Nhật, nói nhầm rằng anh muốn xây dựng một "đôi đũa" (箸 hashi) thay vì một "cầu nối" (橋 hashi) tình bạn (hai từ này đồng âm nhưng trọng âm khác nhau) và cả đội đã tập hợp động viên và cho anh thấy giá trị của tinh thần thể thao và tôn trọng sự chăm chỉ làm việc. Uchiyama gỡ bỏ án treo giò và bắt đầu làm việc với Elliot để cải thiện lối chơi của anh. Điều này đã khơi dậy lại tinh thần đồng đội của Elliot, điều đã lan tỏa và giúp một đội hình Dragons tầm thường trở thành ứng cử viên cho chức vô địch Central League. Trong quá trình này, anh cũng vận dụng lối ứng xử trong văn hóa Nhật Bản là mượn rượu mắng Uchiyama để thuyết phục ông khuyến khích các cầu thủ của mình chơi bóng lăn xả hơn và "tận hưởng một chút".
Cuối cùng, Elliot có cơ hội phá vỡ kỷ lục bảy trận liên tiếp đập được home run của Uchiyama, nhưng trước đó, phản ứng tích cực của anh với cuộc gọi từ người đại diện người Mỹ đã làm phức tạp mối quan hệ của anh với Hiroko. Sự tôn trọng lối chơi đồng đội của Elliot được thể hiện rõ trong một trận đấu then chốt trước Yomiuri Giants . Với các chân chạy Dragons lấp đầy các chốt, nhưng với hai out và đội đang bị dẫn trước 6–5, ban lãnh đạo đội bóng hy vọng Uchiyama sẽ ra hiệu gõ bóng (bunt) để cố gắng cân bằng tỷ số, mặc dù điều đó sẽ khiến Elliot mất cơ hội phá kỷ lục home run. Elliot đến gặp Uchiyama và hỏi liệu anh ta có hiểu đúng ám hiệu hay không. Uchiyama gật đầu và bảo anh ta vung hết sức, dù biết rằng một home run của Elliot sẽ phá vỡ kỷ lục của mình. Elliot không vung ở cú ném đầu tiên và bị trọng tài phán là bóng tốt một cách rất đáng ngờ. Elliot đánh trả ở cú ném thứ hai, nhưng bóng ra ngoài biên. Đối mặt với tình huống 0 bóng xấu và 2 bóng tốt, nhận thấy đội hình sân trong của Giants đang chơi lùi sâu, Elliot liền gõ bóng. Hàng thủ Giants bị bất ngờ và cú gõ bóng tạo điều kiện cho 1 chân chạy về ghi điểm gỡ hòa. Trong khi Giants đang lóng ngóng thu hồi bóng, Elliot, khi đang tiến tới chốt một, đã chạy sát vào trong đường biên và xô ngã cầu thủ ném bóng của Giants đang đưa bóng về đó, tạo điều kiện cho chân chạy nữa ghi điểm ấn định chiến thắng.
Với việc Dragons giành chức vô địch Central League, Uchiyama giữ được chiếc ghế HLV trưởng của mình và Max kết thúc sự nghiệp kéo dài 5 năm của mình tại NPB bằng việc ký hợp đồng với Los Angeles Dodgers. Sau khi kết hôn với Hiroko, Elliot trở thành huấn luyện viên và cố vấn chuyên môn cho đội Detroit Tigers . Bộ phim kết thúc với cảnh một cầu thủ gọi anh là "Chief" (sếp tổng), giống như cách anh đã gọi Uchiyama khi còn thi đấu ở Nhật.

## Dàn diễn viên
- Tom Selleck trong vai Jack Elliot
- Takakura Ken trong vai Uchiyama
- Takanashi Aya vào vai Uchiyama Hiroko
- Dennis Haysbert trong vai Max "Hammer" Dubois
- Shioya Toshi vào vai Nishimura Yoji
- Mak Takano trong vai Igarashi Shinji
- Nicholas Cascone trong vai "Doc"
- Toyohara Kosuke vai Yamashita Toshi
- Fujiwara Toshizo trong vai Mukai Ryo
- Charles Fick trong vai Billy Stevens
- Leon Lee trong vai Lyle Massey
- Bradley "Animal" Lesley trong vai Alan Niven
- Frank Thomas trong vai Ricky Davis
- Hamamura Jun vai Ông nội của Hiroko

## Sản xuất

### Kịch bản
Theo lời đạo diễn Fred Schepisi, ý tưởng về Mr. Baseball — một bộ phim hài về bóng chày khắc họa những khác biệt văn hóa giữa Nhật Bản và Hoa Kỳ — được hình thành đầu tiên sau thành công về mặt thương mại của bộ phim Major League năm 1989. 
Cốt truyện đầu tiên được soạn thảo bởi Theo Pelletier, một nhà văn chưa từng tham gia sản xuất bộ phim nào trước đó, và được phát triển kịch bản bởi Monte Merrick và Gary Ross. Khi Schepisi tham gia dự án, Tom Selleck đã được chọn vào vai chính và trong một điều khoản bất thường trong hợp đồng, Selleck có quyền phủ quyết trong việc phê duyệt kịch bản. Điều này dẫn đến sự tham gia của một biên kịch khác là Kevin Wade .
Một yếu tố gây phức tạp quá trình sản xuất hơn nữa là việc Universal Studios bị tập đoàn Nhật Bản Matsushita tiếp quản (tập đoàn hiện nay gọi là Panasonic, vốn trước đây là công ty con của Matsushita). Universal lo ngại về vấn đề nhạy cảm về văn hóa trong việc miêu tả các nhân vật Nhật Bản, vì vậy họ đã tuyển dụng John Junkerman, một biên kịch và đạo diễn giàu kinh nghiệm về phim Nhật Bản, để làm lại câu chuyện. Schepisi và biên kịch thứ tư, Ed Solomon, đã tới Nhật Bản để nghiên cứu bối cảnh.
Sau khi trở về từ Nhật Bản, Schepisi và Solomon đã chắp bút viết lại toàn bộ kịch bản, nhấn mạnh xung đột do khác biệt về văn hóa giữa các nhân vật để tạo hiệu ứng hài hước, nhưng phiên bản này lại được Kevin Wade viết lại để phù hợp hơn với Tom Selleck. Tuy nhiên, do hợp đồng của Wade hết hạn giữa chừng khi đang trong quá trình sản xuất, anh chỉ thực hiện công việc điều chỉnh kịch bản trong khoảng ba tuần, để lại nhiều lỗ hổng trong kịch bản mà cuối cùng Schepisi phải nhảy vào giải quyết. Cuối cùng, sự tham gia của nhiều người trong quá trình này lại tạo ra một kịch bản ít đột phá hơn nhiều so với ý định ban đầu của Schepisi.
Trong một cuộc phỏng vấn sau đó, Schepisi cho biết ông cảm thấy bộ phim đã không được hay như mong đợi.

## Đón nhận của công chúng

### Phê bình chuyên môn
Sau khi phát hành, Mr. Baseball nhận được phần lớn đánh giá tiêu cực từ các nhà phê bình. Kevin Thomas của tờ Los Angeles Times đã viết, " Mr. Baseball ... đã thực sự ghi điểm cho Tom Selleck.", và so sánh nam diễn viên này với Clark Gable .  Bill Diehl của ABC gọi Mr. Baseball là "hài hước phát điên", trong khi Steve Wille của Sports Illustrated thì tỏ ra thích thú, nói rằng "Tom Selleck xứng đáng nhận giải Oscar bóng chày". 
Đánh giá về bộ phim, Siskel và Ebert đã nhận định cốt truyện theo khuôn mẫu và kịch bản thiếu hấp dẫn, nhưng cũng khen ngợi bộ phim vì những cảnh quay thực tế, đạo diễn và nhạc phim của Jerry Goldsmith.  Janet Maslin của tờ The New York Times đã dành lời khen ngợi cho diễn xuất của Selleck; bà viết, "Nhân vật Jack, với việc phải chuyển tới Nhật Bản là động lực cho cốt truyện của Mr. Baseball, mang đến cho Selleck một điều gì đó khác thường: một vai diễn trong phim thực sự phù hợp với tài năng của anh. Lối cư xử phóng khoáng, có phần tự giễu mình của Selleck đặc biệt hiệu quả khi anh để mình trông ngớ ngẩn, như thường làm trong phim này." 

### Phòng vé
Mr. Baseball được công chiếu tại 1.855 rạp vào thứ sáu, ngày 2 tháng 10 năm 1992. Trong tuần đầu tiên công chiếu, bộ phim đã thu về hơn 5 triệu đô la tại phòng vé, đứng thứ ba sau The Last of the Mohicans và The Mighty Ducks .  Trong suốt sáu tuần công chiếu tại rạp, bộ phim đã thu về 20,8 triệu đô la tại thị trường Mỹ.
Mặc dù khả năng tiếp thị ở nước ngoài còn hạn chế cho một bộ phim về bóng chày, Universal vẫn định vị phân phối rộng rãi phim này tại các thị trường ngoài Bắc Mỹ. Tuy nhiên, doanh thu đáng thất vọng ở Nhật Bản và Châu Âu đã khiến hãng phim không thể thu hồi được khoản chi phí khổng lồ. Mr. Baseball (ミスター・ベースボール) ra rạp ở Nhật Bản vào ngày 6 tháng 2 năm 1993 và chỉ thu về được 150 triệu Yên (1,25 triệu USD). 

### Văn hóa người hâm mộ ở Nagoya
Kể từ năm 2011, một người Mỹ đã hóa trang thành Jack Elliot và thu hút sự chú ý của giới truyền thông tại Nhật vì sự ủng hộ nhiệt thành của anh dành cho Chunichi Dragons, đặc biệt là đội trực thuộc hạng dưới của họ, vốn chơi ở Sân vận động Nagoya cũ — bối cảnh của bộ phim. 

### Phát hành băng đĩa
MCA Universal Home Video phát hành Mr. Baseball trên băng VHS vào tháng 3 năm 1993. Sau đó, phim được tái bản vào năm 1997.

### Bởi những cầu thủ chuyên nghiệp
Mr. Baseball đã tìm thấy một lượng khán giả nhỏ là những cầu thủ bóng chày chuyên nghiệp người nước ngoài đầu quân cho các CLB tại Nhật Bản. Họ sử dụng bộ phim làm tư liệu tham khảo, để hiểu rõ hơn trải nghiệm sinh hoạt và thi đấu sắp tới của mỉnh.
Theo các cầu thủ bóng chày được tờ The New York Times phỏng vấn vào năm 2022, bộ phim vẫn mô tả chính xác những nét đặc trưng của môi trường bóng chày chuyên nghiệp tại Nhật Bản.